# 14 grudnia
14 grudnia jest 348. (w latach przestępnych 349.) dniem w kalendarzu gregoriańskim. Do końca roku pozostaje 17 dni.

## Święta
- Imieniny obchodzą: Agnellus, Arseniusz, Bertold, Druzus, Eutropia, Gorzysław, Heron, Izydor, Jan, Nahum, Nikazjusz, Nikazy, Noemi, Pompejusz, Sławobor, Teodor, Wenancjusz, Wenanty, Wiator i Zozym.
- Indie – National Energy Conservation Day
- Wspomnienia i święta w Kościele katolickim[1][2] obchodzą:
  - bł. Franciszka Schervier (zakonnica)
  - św. Jan od Krzyża (prezbiter i doktor Kościoła)
  - św. Nikazy (Nikazjusz – biskup Reims)
  - św. Nimatullah al-Hardini
  - św. Pompejusz (biskup)
  - św. Wenancjusz Fortunat (biskup)
  - św. Spirydon z Tremituntu (biskup)

## Wydarzenia w Polsce
- 1547 – Radziwiłłowie otrzymali tytuł książęcy.
- 1575 – Książę Siedmiogrodu Stefan Batory został ogłoszony królem Polski i wielkim księciem litewskim.
- 1586 – Dwa dni po jego śmierci w Grodnie przeprowadzono (pierwszą w Europie Wschodniej) sekcję zwłok Stefana Batorego.
- 1605 – Król Zygmunt III Waza nadał prawa miejskie Złoczewowi.
- 1663 – Na krakowskim rynku odbyła się publiczna egzekucja żydowskiego lekarza i aptekarza Matatiasza Calahory, skazanego na karę śmierci za obrazę Matki Boskiej.
- 1701 – Pod Tryszkami na Żmudzi hetman wielki litewski Grzegorz Antoni Ogiński zaatakował szwedzki obóz króla Karola XII Wittelsbacha, co spowodowało wkroczenie wojsk szwedzkich na Litwę na początku 1702 roku.
- 1740 – I wojna śląska: wybuchł antyaustriacki bunt we Wrocławiu.
- 1807 – Ludwik Szymon Gutakowski został mianowany prezesem Rady Stanu i Rady Ministrów Księstwa Warszawskiego.
- 1891 – W stoczni w Szczecinie zwodowano pancernik SMS „Weißenburg”.
- 1902 – Inauguracja zajęć w nowym gmachu Instytutu Politechnicznego im. Mikołaja II w Warszawie.
- 1922:
  - Prezydent RP Gabriel Narutowicz przybył do Belwederu, gdzie uroczyście odbył się akt przekazania mu władzy przez Naczelnika Państwa marszałka Polski Józefa Piłsudskiego.
  - Prezydent Gabriel Narutowicz przyjął dymisję rządu Juliana Nowaka.
  - Założono Towarzystwo Miłośników Miasta Poznania im. Cyryla Ratajskiego.
- 1923 – Upadł drugi rząd Wincentego Witosa.
- 1928:
  - Premiera filmu Przedwiośnie w reżyserii Henryka Szaro.
  - Zainaugurował działalność Teatr Nowy – scena kameralna Teatru Narodowego w Warszawie.
- 1929 – W Warszawie odbyła się premiera opery Ijola z muzyką Piotra Rytla, według dramatu Jerzego Żuławskiego pod tym samym tytułem.
- 1930 – W Łodzi odsłonięto pomnik Tadeusza Kościuszki.
- 1939:
  - 46 osób zostało rozstrzelanych przez Niemców w Palmirach.
  - W Bydgoszczy założono pierwszy niemiecki teatr w okupowanej Polsce.
  - W Lesie Winiarskim Niemcy zamordowali 27 mieszkańców Kalisza i Ostrowa Wielkopolskiego.
- 1942 – W czasie pacyfikacji wsi Komarów-Osada (powiat zamojski) przez oddziały niemieckie i ukraińskie zostało zamordowanych kilkudziesięciu mieszkańców.
- 1948 – Założono klub piłkarski Górnik Zabrze.
- 1950 – Rząd podjął uchwałę o budowie warszawskiego metra.
- 1957 – W Warszawie rozpoczął się zjazd założycielski TKKF.
- 1962 – Wystartowała Telewizja Wrocław.
- 1966 – W zderzeniu dwóch autobusów na Zakopiance pod Lubniem koło Myślenic zginęli obaj kierowcy i 6 osób z zespołu krakowskiego Teatru Rozmaitości, w tym aktorzy Adam Fiut i Jan Zieliński.
- 1970 – Grudzień 1970: robotnicy Stoczni Gdańskiej odmówili podjęcia pracy i wielotysięczny tłum przed południem udał się pod siedzibę Komitetu Wojewódzkiego PZPR w Gdańsku.
- 1976 – We Wrocławiu zakończył się I Przegląd Piosenki Aktorskiej.
- 1981 – W odpowiedzi na wprowadzenie stanu wojennego NSZZ „Solidarność” rozpoczął strajki. Wojsko otoczyło Stocznię Gdańską.
- 1990 – Sejm RP przyjął dymisję rządu Tadeusza Mazowieckiego.
- 1991 – Przyjęto Kodeks Etyki Lekarskiej.
- 1993 – Premiera filmu Samowolka w reżyserii Feliksa Falka.
- 1994 – Utworzono Bankowy Fundusz Gwarancyjny.
- 1995 – Premiera filmu Tato w reżyserii Macieja Ślesickiego.
- 2016 – Sejm RP przyjął ustawę Prawo oświatowe.
- 2021 – Wycofano ze służby okręty podwodne ORP „Bielik” i ORP „Sęp”.

## Wydarzenia na świecie

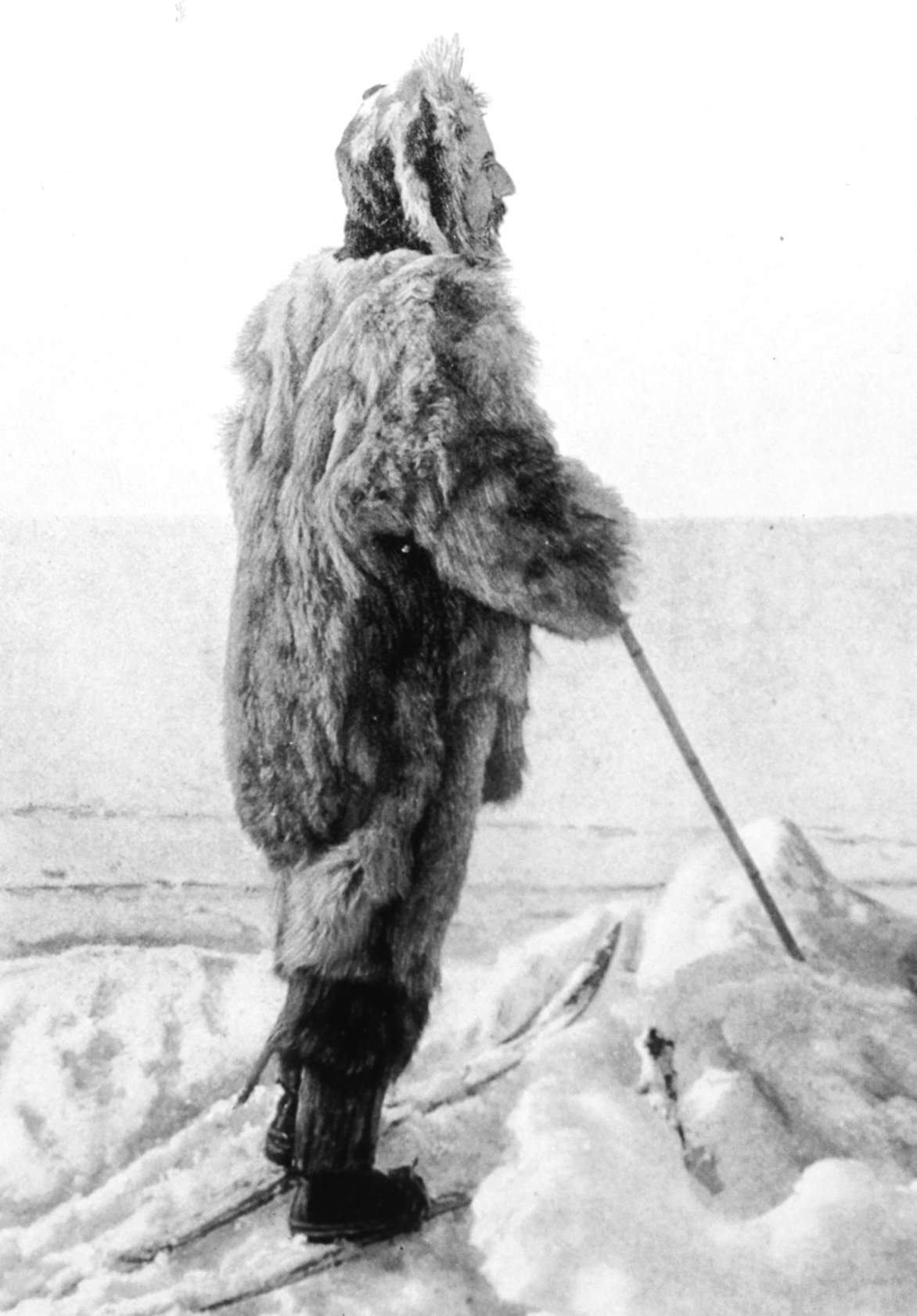
Roald Amundsen w drodze na biegun południowy (1911)

- 867 – Hadrian II został papieżem.
- 872 – Jan VIII został papieżem.
- 1287 – Kilkadziesiąt tysięcy osób zginęło na przybrzeżnych terenach Holandii i Niemiec w wyniku tzw. powodzi św. Łucji wywołanej przez sztorm na Morzu Północnym.
- 1542 – Maria I Stuart została królową Szkotów.
- 1658 – Kawaleria polska pod wodzą Stefana Czarnieckiego przeprawiła się przez cieśninę morską w Danii. Wydarzenie, opisane przez Jana Chryzostoma Paska, zostało uwiecznione przez Józefa Wybickiego w Mazurku Dąbrowskiego.
- 1697 – Karol XII Wittelsbach został koronowany na króla Szwecji.
- 1751 – Cesarzowa Maria Teresa Habsburg założyła w Wiener Neustadt Terezjańską Akademię Wojskową.
- 1782 – Bracia Montgolfier wypuścili z przydomowego ogródka swój pierwszy balon o objętości 18 m³, który wzbił się na wysokość 250 m. Dwa dni później sporządzili i wysłali notatkę o tym fakcie do paryskiej Akademii Nauk.
- 1788 – Karol IV Burbon został królem Hiszpanii.
- 1791 – Król Ludwik XVI wydał dekret o utworzeniu pierwszych w historii francuskich związków armijnych.
- 1813 – Wojna na Półwyspie Iberyjskim: zwycięstwo wojsk sprzymierzonych nad napoleońskimi w bitwie pod Nive.
- 1814 – Wojna brytyjsko-amerykańska: Brytyjczycy zdobyli slup USS „Alligator”.
- 1819 – Alabama jako 22. stan dołączyła do Unii.
- 1821 – Jean-Baptiste de Villèle został premierem Królestwa Francji.
- 1830 – Rozpoczęło się konklawe, które 2 lutego 1831 roku wybrało na papieża Bartolomeo Alberto Cappellariego, który przybrał imię Grzegorz XVI.
- 1833 – Słynny niemiecki znajda Kaspar Hauser został w ogrodach dworskich w Ansbach śmiertelnie zraniony nożem przez nieznanego sprawcę.
- 1837 – Rebelia patriotyczna w Dolnej Kanadzie: zwycięstwo wojsk brytyjskich w bitwie pod Saint-Eustache.
- 1846 – Car Mikołaj I Romanow wprowadził na Kaukazie Południowym reformę administracyjną, w wyniku której gubernia gruzińsko-imeretyńska została zniesiona, a całe rosyjskie Zakaukazie zostało podzielone na gubernie tyfliską, kutaiską, szemachińską i derbencką.
- 1849 – Andonios Kriezis został premierem Grecji.
- 1856 – Wojna Nikaragui z koalicją państw Ameryki Środkowej: zwycięstwo wojsk koalicji w bitwie o Granadę.
- 1862 – Wojna secesyjna: zwycięstwo wojsk Unii w bitwie pod Kinston.
- 1863 – Papież Pius IX ustanowił archidiecezję Vancouver.
- 1868 – Dzień powstania tzw. judaizmu neologicznego na Węgrzech.
- 1869:
  - Giovanni Lanza został premierem Włoch.
  - W Moskwie odbyła się premiera baletu Don Kichot.
- 1892 – Francuski astronom Auguste Charlois odkrył planetoidę (350) Ornamenta.
- 1896 – Uruchomiono metro w Glasgow.
- 1899 – Enrique de la Riva Agüero został premierem Peru.
- 1900 – Max Planck przedstawił w Berlinie teorię kwantową.
- 1903 – Wilbur Wright na samolocie Flyer I pokonał w 4 sekundy dystans 34 metrów. Oficjalnie za pierwszy w historii lot samolotem uznaje się próbę jego brata Orvilla z 17 grudnia.
- 1904:
  - Niemiecki astronom Max Wolf odkrył planetoidę (552) Sigelinde.
  - W niemieckiej Żytawie wyjechał na trasę pierwszy tramwaj elektryczny.
- 1906 – Wszedł do służby pierwszy niemiecki okręt podwodny SM U-1.
- 1907 – Płynący do Londynu z ładunkiem ropy naftowej amerykański żaglowiec „Thomas W. Lawson” zatonął podczas sztormu w nocy z 13 na 14 grudnia niedaleko brytyjskich wysp Scilly, w wyniku czego zginęło 17 spośród 19 osób na pokładzie.
- 1911 – Wyprawa dowodzona przez Norwega Roalda Amundsena dotarła jako pierwsza w historii na biegun południowy.
- 1912 – Uczestnik australijskiej wyprawy badawczej na Antarktydę Belgrave Edward Sutton Ninnis zginął wpadając do kilkudziesięciometrowej szczeliny lodowcowej wraz z psim zaprzęgiem i większością zapasów. Towarzyszący mu Douglas Mawson i Xavier Mertz rozpoczęli natychmiastowy powrót do bazy, w trakcie którego drugi z nich zmarł.
- 1913 – Grecja zaanektowała Kretę.
- 1916 – Duńczycy w pierwszym w historii referendum narodowym zgodzili się na sprzedaż USA Duńskich Indii Zachodnich (obecnie Wyspy Dziewicze Stanów Zjednoczonych).
- 1918:
  - Abdykował król elekt Finlandii Fryderyk Karol Heski.
  - Prezydent Portugalii Sidónio Pais został zastrzelony na dworcu kolejowym w Lizbonie.
  - Radykalna partia Sinn Féin wygrała wybory parlamentarne w Irlandii.
- 1924 – W Rzymie odbyło się premierowe wykonanie poematu symfonicznego Pinie rzymskie Ottorino Respighiego, będącego częścią jego Trylogii rzymskiej.
- 1925 – Założono Litewską Partię Rolników.
- 1926 – Thomas Madsen-Mygdal został premierem Danii.
- 1927:
  - Irak ogłosił niezależność (od Wielkiej Brytanii).
  - Papież Pius XI ogłosił św. Teresę z Lisieux patronką misji katolickich (obok św. Franciszka Ksawerego).
- 1929 – Aleksandros Zaimis został prezydentem Grecji.
- 1931 – Przedsiębiorstwo Bentley Motors Limited zostało kupione przez Rolls-Royce’a.
- 1935:
  - Australijczyk Jack Metcalfe ustanowił w Sydney rekord świata w trójskoku (15,78 m).
  - Tomáš Garrigue Masaryk z powodu złego stanu zdrowia ustąpił ze stanowiska prezydenta Czechosłowacji.
- 1939:
  - Adolf Hitler spotkał się z przywódcą norweskiej partii faszystowskiej Nasjonal Samling Vidkunem Quislingiem.
  - Po napaści na Finlandię ZSRR został wykluczony z Ligi Narodów.
- 1940:
  - Na Uniwersytecie Kalifornijskim w Berkeley zespół pod kierownictwem Glenna Seaborga po raz pierwszy wytworzył radioaktywny pierwiastek chemiczny pluton.
  - W Bratysławie oddano do użytku halę widowiskowo-sportową Zimný štadión Ondreja Nepelu.
- 1941:
  - Kampania śródziemnomorska: brytyjski krążownik lekki HMS „Galatea” został storpedowany przez niemiecki okręt podwodny U-557, w wyniku czego szybko zatonął z 23 oficerami (w tym dowódcą) i 447 marynarzami. Pozostałych 154 członków załogi uratowały niszczyciele „Griffin” i „Hotspur”.
  - niemieckie władze okupacyjne wydały zarządzenie w sprawie utworzenia getta w Charkowie.
- 1943 – Front wschodni: Armia Czerwona wyzwoliła Czerkasy na Ukrainie.
- 1944:
  - W obozie jenieckim na Palawanie japońscy żołnierze zamordowali 139 amerykańskich jeńców wojennych.
  - Premiera amerykańskiego filmu familijnego Wielka nagroda w reżyserii Clarence’a Browna.
- 1946:
  - Rijad as-Sulh został po raz drugi premierem Libanu.
  - Zgromadzenie Ogólne ONZ obrało za swą siedzibę Nowy Jork.
- 1947 – W Madrycie otwarto Stadion Santiago Bernabéu.
- 1948:
  - W USA przyznano patent na pierwszą grę komputerową.
  - W wojskowym zamachu stanu został obalony prezydent Salwadoru gen. Salvador Castaneda Castro.
- 1950:
  - Premiera włoskiego filmu religijnego Franciszek, kuglarz boży w reżyserii Roberta Rosselliniego.
  - Zgromadzenie Ogólne ONZ powołało Urząd Wysokiego Komisarza Narodów Zjednoczonych do spraw Uchodźców.
- 1955 – Albania, Austria, Bułgaria, Finlandia, Hiszpania, Irlandia, Jordania, Laos, Portugalia, Rumunia, Węgry i Włochy zostały członkami ONZ.
- 1957:
  - Premiera amerykańskiego filmu wojennego Pożegnanie z bronią w reżyserii Charlesa Vidora.
  - Zakończono odbudowę Bramy Brandenburskiej w Berlinie.
- 1958 – Radziecka wyprawa polarna zdobyła południowy biegun względnej niedostępności.
- 1960 – Powstała Organizacja Współpracy Gospodarczej i Rozwoju (OECD).
- 1961 – 20 uczniów zginęło, a 13 i kierowca zostało rannych w wyniku uderzenia pociągu w autobus szkolny na przejeździe w Greeley w amerykańskim stanie Kolorado.
- 1962:
  - Na pokładzie liniowca SS „France” dotarł do Nowego Jorku wypożyczony z paryskiego Luwru i ubezpieczony na 100 mln dolarów obraz Leonarda da Vinci Mona Lisa.
  - W katastrofie samolotu Lockheed Constellation pod brazylijskim Manaus zginęło 50 osób.
- 1964:
  - Wojna wietnamska: lotnictwo amerykańskie rozpoczęło bombardowania tzw. Szlaku Ho Chi Minha w Laosie.
  - W Stambule otwarto Stadion im. Alego Sami Yena.
- 1965 – Na Morzu Północnym zatonął niemiecki okręt podwodny „Hai” (dawny U-2365), w wyniku czego zginęło 20 z 21 członków załogi.
- 1969 – Premiera amerykańskiego filmu John i Mary w reżyserii Petera Yatesa.
- 1970 – Dokonano pierwszego wejścia na szczyt Walther Penck (6658 m n.p.m.) w argentyńskich Andach.
- 1971 – Wojna o niepodległość Bangladeszu: ponad 200 intelektualistów zostało uprowadzonych ze swoich domów w Dhace i zamordowanych przez milicję Al-Badr i armię pakistańską.
- 1973 – 4 osoby zginęły, a 20 zostało rannych w zamachu bombowym na konsulat Algierii w Marsylii.
- 1977:
  - Dokonano oblotu radzieckiego śmigłowca transportowego Mi-26.
  - Premiera amerykańskiego filmu muzycznego Gorączka sobotniej nocy w reżyserii Johna Badhama.
- 1979 – Ukazał się album London Calling grupy The Clash.
- 1980 – Na Malcie otwarto Ta’ Qali Stadium.
- 1981:
  - Agent wywiadu PRL Marian Zacharski został skazany na karę dożywotniego pozbawienia wolności przez amerykański sąd. W 1985 roku odzyskał wolność dzięki przeprowadzonej w Berlinie wymianie agentów.
  - Izrael zaanektował Wzgórza Golan.
- 1982 – Garret FitzGerald został po raz drugi premierem Irlandii.
- 1989 – Patricio Aylwin zwyciężył w pierwszych od 19 lat demokratycznych wyborach prezydenckich w Chile.
- 1991 – Erupcja Etny.
- 1992 – Wiktor Czernomyrdin został premierem Rosji.
- 1994 – Wystartowała ukraińska stacja telewizyjna Międzynarodowy Kanał Słowiański.
- 1995 – Podpisano układ z Dayton kończący wojnę w byłej Jugosławii.
- 2001 – Premiera indyjskiego filmu Czasem słońce, czasem deszcz w reżyserii Karana Johara.
- 2002:
  - Hans Enoksen został premierem Grenlandii.
  - Jeden z największych statków pasażerskich „Navigator of the Seas” wypłynął z Southampton w swój dziewiczy rejs.
- 2003 – Ponownie otwarto odbudowany po pożarze z 1996 roku Gran Teatro La Fenice w Wenecji.
- 2004:
  - Otwarto Wiadukt Millau we Francji, najwyższą tego typu konstrukcję na świecie.
  - Premiera amerykańskiego filmu Aviator w reżyserii Martina Scorsese.
- 2006 – Ban Ki-moon został zaprzysiężony na sekretarza generalnego ONZ.
- 2007 – Ugaszono pożar buszu na australijskiej Wyspie Kangura.
- 2008:
  - 55 osób zginęło, a 10 zostało rannych w katastrofie autokaru w egipskim mieście Al-Minja.
  - Podczas swej pożegnalnej wizyty w stolicy Iraku Bagdadzie prezydent USA George W. Bush został nieomal trafiony butami rzuconymi przez irackiego dziennikarza Muntadhara al-Zaidiego.
- 2012 – 20-letni Adam Lanza zastrzelił w szkole podstawowej w Newtown w amerykańskim stanie Connecticut 26 osób (w tym 20 uczniów), po czym popełnił samobójstwo. Wcześniej zamordował swoją matkę.
- 2014:
  - Reprezentantka RPA Rolene Strauss zdobyła w Londynie tytuł Miss World.
  - Rządząca Partia Liberalno-Demokratyczna premiera Shinzō Abe wygrała przedterminowe wybory parlamentarne w Japonii.
- 2015 – 43 funkcjonariuszy argentyńskiej straży granicznej zginęło, a 8 zostało rannych w katastrofie autobusu w prowincji Salta na północy kraju.
- 2016 – Dotychczasowy premier i p.o. prezydenta Shavkat Mirziyoyev został zaprzysiężony na urząd prezydenta Uzbekistanu, a urząd premiera objął Abdulla Aripov.
- 2017 – 6 osób zginęło, a 14 zostało rannych w zderzeniu autobusu szkolnego z pociągiem na przejeździe w gminie Millas na południu Francji.
- 2021 – W wyniku eksplozji cysterny z paliwem w haitańskim mieście Cap-Haïtien zginęło na miejscu lub zmarło w szpitalach 90 osób, a co najmniej 120 odniosło obrażenia.

## Zdarzenia astronomiczne ieksploracja kosmosu
- Maksimum roju meteorów Geminidów.
- 1955 – Obrączkowe zaćmienie Słońca nad północną Afryką, Oceanem Indyjskim i południowo-wschodnią Azją.
- 1962 – Amerykańska sonda Mariner 2 jako pierwszy ziemski obiekt zbliżyła się do Wenus.
- 1971 – Amerykański satelita OSO 7 wykonał pierwszą bezpośrednią obserwację koronalnego wyrzutu masy na Słońcu.
- 1972 – W trakcie misji Apollo 17 Harrison Schmitt i Eugene Cernan jako ostatni do tej pory ludzie stąpali po powierzchni Księżyca.
- 2001 – Obrączkowe zaćmienie Słońca nad Ameryką Północną i Środkową.
- 2009 – Został wyniesiony na orbitę amerykański teleskop kosmiczny WISE.
- 2013 – Na Księżycu wylądowała chińska sonda Chang’e 3 z łazikiem Yutu.
- 2020 – Całkowite zaćmienie Słońca nad Pacyfikiem, Chile, Argentyną i Atlantykiem.

## Urodzili się
- 1009 – Go-Suzaku, cesarz Japonii (zm. 1045)
- 1332 – Fryderyk III Srogi, margrabia Miśni, landgraf Turyngii (zm. 1381)
- 1363 – Jan Gerson, francuski poeta, wykładowca, reformator (zm. 1429)
- 1503 – Nostradamus, francuski lekarz, astrolog, matematyk, kabalista, autor proroctw pochodzenia żydowskiego (zm. 1566)
- 1541 – Zofia Hohenzollern, elektorówna brandenburska (zm. 1564)
- 1546 – Tycho de Brahe, duński astronom (zm. 1601)
- 1578 – Jerzy Radziwiłł, polski polityk, poseł na Sejm, kasztelan trocki (zm. 1613)
- 1588 – Thomas von Schröer, niemiecki prawnik, poeta (zm. 1641)
- 1594 – Willem Claesz Heda, holenderski malarz (zm. ok. 1680)
- 1607 – Janos Kemeny, książę Siedmiogrodu (zm. 1662)
- 1631 – Anne Conway, angielska arystokratka, filozof (zm. 1679)
- 1663 – Gundaker Thomas Starhemberg, austriacki ekonomista, polityk (zm. 1745)
- 1666 – Georg Andreas Helwig, niemiecki pastor luterański, lekarz, przyrodnik (zm. 1748)
- 1681 – Giuseppe Valentini, włoski skrzypek, kompozytor, poeta, malarz (zm. 1753)
- 1702 – Franciszek Gil de Frederich, hiszpański dominikanin, misjonarz, męczennik, święty (zm. 1745)
- 1713 – Martin Knutzen, niemiecki filozof, wykładowca akademicki (zm. 1751)
- 1720 – Justus Möser, niemiecki myśliciel konserwatywny (zm. 1794)
- 1727 – François-Hubert Drouais, francuski malarz (zm. 1775)
- 1730:
  - Capel Bond, brytyjski kompozytor, organista (zm. 1790)
  - James Bruce, szkocki podróżnik, pisarz (zm. 1794)
- 1738 – Jan Antonín Koželuh, czeski kompozytor, organista (zm. 1814)
- 1739 – Pierre Samuel du Pont de Nemours, francuski ekonomista, publicysta, polityk (zm. 1817)
- 1748 – William Cavendish, brytyjski arystokrata, polityk (zm. 1811)
- 1772 – (lub 15 listopada 1773) Euzebiusz Słowacki, polski historyk i teoretyk literatury, dramaturg, ojciec Juliusza (zm. 1814)
- 1773 – Gabriel Gottfried Bredow, niemiecki pedagog (zm. 1814)
- 1775 – Thomas Cochrane, brytyjski arystokrata, admirał, polityk (zm. 1860)
- 1778 – Mikuláš Kraft, czeski kompozytor, wiolonczelista (zm. 1853)
- 1784 – Maria Antonietta Sycylijska, księżna Asturii (zm. 1806)
- 1788 – Piotr Szembek, polski hrabia, generał dywizji (zm. 1866)
- 1789 – Maria Szymanowska, polska pianistka, kompozytorka (zm. 1831)
- 1797 – Emil Huschke, niemiecki anatom, embriolog (zm. 1858)
- 1805 – James Alfred Pearce, amerykański prawnik, polityk, senator (zm. 1862)
- 1807 – Francis Hincks, kanadyjski dziennikarz, pisarz, polityk (zm. 1885)
- 1810 – Jean-Baptiste Thibault, kanadyjski duchowny katolicki, misjonarz (zm. 1879)
- 1812:
  - Charles Canning, brytyjski arystokrata, polityk (zm. 1862)
  - Albert Henry Payne, brytyjski stalorytnik, ilustrator, wydawca (zm. 1902)
- 1819 – Adam Sikora, polski tkacz, poeta, samouk (zm. 1871)
- 1821 – Gustav Graef, niemiecki malarz (zm. 1895)
- 1824 – Pierre Puvis de Chavannes, francuski malarz (zm. 1898)
- 1826 – Michał Mycielski, polski szlachcic, jezuita, misjonarz (zm. 1906)
- 1827 – Józef Jabłonowski, polski ziemianin, polityk (zm. 1904)
- 1828 – Ignacy Kaliciński, polski aktor (zm. 1882)
- 1829 – Jan Kazimierz Siedlecki, polski duchowny katolicki, kompozytor (zm. 1902)
- 1830:
  - Izabella Działyńska, polska malarka amatorka, kolekcjonerka dzieł sztuki (zm. 1899)
  - Harald Hirschsprung, duński lekarz (zm. 1916)
  - Viktor Madarász, węgierski malarz (zm. 1917)
- 1835:
  - Artur Goebel, polski architekt (zm. 1913)
  - Hubert Theophil Simar, niemiecki duchowny katolicki, biskup Paderborn i arcybiskup Kolonii (zm. 1902)
- 1840 – Mychajło Starycki, ukraiński poeta, prozaik, dramaturg (zm. 1904)
- 1841:
  - Aleksy (Bielkowski), rosyjski biskup i święty prawosławny (zm. 1937)
  - Manuel Candamo, peruwiański polityk, prezydent Peru (zm. 1904)
- 1846 – Edward Janczewski-Glinka, polski biolog, wykładowca akademicki (zm. 1918)
- 1847 – Jean-Louis Lassalle, francuski śpiewak operowy (baryton) (zm. 1909)
- 1848 – Karl Kraepelin, niemiecki przyrodnik, muzealnik (zm. 1915)
- 1850 – Jan Taubenhaus, polsko-francuski szachista pochodzenia żydowskiego (zm. 1919)
- 1851 – Paul Kieschke, niemiecki architekt (zm. 1905)
- 1852:
  - Karol Oskar Bernadotte, książę szwedzki i duński (zm. 1854)
  - Daniel De Leon, amerykański działacz socjalistyczny (zm. 1914)
- 1853:
  - Cecylia Gębicka, polska edukatorka pochodzenia żydowskiego (zm. 1920)
  - Errico Malatesta, włoski anarchista (zm. 1932)
- 1855 – William Brymner, kanadyjski malarz pochodzenia szkockiego (zm. 1925)
- 1856 – St John Brodrick, brytyjski arystokrata, polityk (zm. 1942)
- 1857 – Julian Łukaszkiewicz, polski duchowny katolicki, pisarz, publicysta, działacz społeczny (zm. 1937)
- 1858:
  - Tadeusz Niementowski, polski prawnik, notariusz, polityk (zm. 1923)
  - Tomasz Wlazowski, polski duchowny katolicki, polityk (zm. 1939)
- 1859:
  - Nikołaj Bieżanicki, rosyjski duchowny prawosławny, święty nowomęczennik (zm. 1919)
  - Jan Kanty Jugendfein, polski prawnik, adwokat, polityk (zm. 1921)
- 1861 – Dżurdżi Zajdan, egipski historyk, literaturoznawca, publicysta, pisarz pochodzenia libańskiego (zm. 1914)
- 1865 – Seweryn Kłosowski, polski seryjny morderca (zm. 1903)
- 1867 – Ingibjörg H. Bjarnason, islandzka polityk, sufrażystka, nauczycielka, gimnastyczka (zm. 1941)
- 1870:
  - Dirk Jan de Geer, holenderski polityk, premier Holandii (zm. 1960)
  - Karl Renner, austriacki polityk, kanclerz i prezydent Austrii (zm. 1950)
- 1871 – Michaił Janiszewski, rosyjski paleontolog, geolog (zm. 1949)
- 1873 – Joseph Jongen, belgijski kompozytor, organista, pedagog (zm. 1953)
- 1874:
  - Harry Reynolds, irlandzki kolarz torowy (zm. 1940)
  - Adam Stegerwald, niemiecki polityk, premier Prus (zm. 1945)
- 1875 – Paul Löbe, niemiecki polityk (zm. 1967)
- 1877 – Meuccio Ruini, włoski polityk (zm. 1970)
- 1878:
  - James Greenlees, szkocki rugbysta, sędzia sportowy, lekarz, edukator (zm. 1951)
  - Maria Płonowska, polska malarka (zm. 1955)
- 1879 – Helen McNicoll, kanadyjska malarka (zm. 1915)
- 1881:
  - Jacob Björnström, fiński żeglarz sportowy (zm. 1935)
  - Katherine MacDonald, amerykańska aktorka, producentka filmowa (zm. 1956)
- 1883:
  - Nicholas Tregurtha, brytyjski rugbysta (zm. 1964)
  - Morihei Ueshiba, japoński mistrz sztuk walki, twórca aikido (zm. 1969)
- 1884 – Mikołaj Czarnecki, ukraiński duchowny greckokatolicki, błogosławiony (zm. 1959)
- 1888 – Adela Mardosewicz, polska nazaretanka, męczennica, błogosławiona (zm. 1943)
- 1889 – Marguerite Bertsch, amerykańska reżyserka i scenarzystka filmowa (zm. 1967)
- 1890 – Sigurd Hoel, norweski pisarz, wydawca (zm. 1960)
- 1891 – Thor Ørvig, norweski żeglarz sportowy (zm. 1965)
- 1892 – Jimmy Claxton, amerykański baseballista (zm. 1970)
- 1895:
  - Paul Éluard, francuski poeta (zm. 1952)
  - Jerzy VI Windsor, król Wielkiej Brytanii (zm. 1952)
- 1896 – Jimmy Doolittle, amerykański generał pilot (zm. 1993)
- 1897:
  - Stanisław Ostoja-Chrostowski, polski grafik, plastyk (zm. 1947)
  - Stanisław Flank, polski działacz niepodległościowy (zm. ?)
  - Kurt von Schuschnigg, austriacki polityk, kanclerz Austrii (zm. 1977)
  - Margaret Chase Smith, amerykańska polityk, senator (zm. 1995)
- 1898 – Jefim Dżigan, rosyjski reżyser filmowy (zm. 1981)
- 1899:
  - Adam Bień, polski prawnik, działacz ruchu ludowego, zastępca Delegata Rządu na Kraj (zm. 1998)
  - Aleksander Brzosko, polski podporucznik piechoty (zm. 1941)
  - Bohumil Mořkovský, czechosłowacki gimnastyk (zm. 1928)
- 1900 – Juan d’Arienzo, argentyński skrzypek, kompozytor (zm. 1976)
- 1901:
  - Henri Cochet, francuski tenisista (zm. 1987)
  - Berthold Lubetkin, brytyjski architekt pochodzenia rosyjskiego (zm. 1990)
  - Kazimierz Michałowski, polski archeolog, egiptolog, historyk sztuki, wykładowca akademicki (zm. 1981)
  - Paweł I, król Grecji (zm. 1964)
  - Feliks Stamm, polski bokser, trener (zm. 1976)
- 1902:
  - Frances Bavier, amerykańska aktorka (zm. 1989)
  - Laurent Grimmonprez, belgijski piłkarz (zm. 1984)
  - Stanisław Jodłowski, polski językoznawca, polonista, polityk, poseł na Sejm PRL (zm. 1979)
  - Jadwiga Ptach, kaszubska hafciarka (zm. 1968)
- 1903:
  - Józef Kochman, polski fitopatolog, mikolog (zm. 1995)
  - Walter Rangeley, brytyjski lekkoatleta, sprinter (zm. 1982)
- 1904:
  - Dumitru Gheorghiu, rumuński bobsleista (zm. ?)
  - Attila Petschauer, węgierski szablista pochodzenia żydowskiego (zm. 1943)
  - Karol Szafranek, polski pianista, pedagog (zm. 1997)
- 1905 – Arne Rustadstuen, norweski biegacz narciarski, kombinator norweski (zm. 1978)
- 1906:
  - Eliška Klimková-Deutschová, czeska neurolog (zm. 1981)
  - Wiktor Trojanowski, polski weterynarz, polityk, minister pracy i opieki społecznej (zm. 1977)
- 1907:
  - Juan Carlos Corazzo, urugwajski piłkarz, trener (zm. 1986)
  - Wiktor Graczow, radziecki generał porucznik lotnictwa (zm. 1991)
  - Zenon Kruk, polski piłkarz (zm. 1986)
- 1908:
  - Dariusz Acosta Zurita, meksykański duchowny katolicki, męczennik, błogosławiony (zm. 1931)
  - Morey Amsterdam, amerykański aktor pochodzenia żydowskiego (zm. 1996)
  - Julian Groblicki, polski duchowny katolicki, biskup pomocniczy krakowski (zm. 1995)
  - Eugeniusz Lokajski, polski wszechstronny lekkoatleta, podporucznik rezerwy piechoty, żołnierz AK, uczestnik powstania warszawskiego (zm. 1944)
  - Mária Szepes, węgierska pisarka (zm. 1997)
- 1909:
  - Stefania Krupa, polska gimnastyczka (zm. 1981)
  - Władimir Mackiewicz, radziecki polityk, dyplomata (zm. 1998)
  - Edward Lawrie Tatum, amerykański genetyk, laureat Nagrody Nobla (zm. 1975)
- 1910:
  - Óscar Osorio, salwadorski podpułkownik, polityk, prezydent Salwadoru (zm. 1969)
  - Stefan Szajdak, polski poeta (zm. 2004)
- 1911:
  - Nino Borsari, włoski kolarz szosowy i torowy (zm. 1996)
  - Jerzy Iwanow-Szajnowicz, polski agronom, harcerz, pływak, agent brytyjskich i polskich służb specjalnych, uczestnik greckiego ruchu oporu (zm. 1943)
  - Spike Jones, amerykański muzyk jazzowy (zm. 1965)
  - Hans von Ohain, niemiecki naukowiec (zm. 1998)
- 1912:
  - Adam Bielański, polski chemik, wykładowca akademicki (zm. 2016)
  - Miloslav Mansfeld, czeski generał brygady pilot, as myśliwski (zm. 1991)
  - Mieczysław Pudełko, polski prawnik, podporucznik rezerwy piechoty (zm. 1944)
- 1913 – Artur Sandauer, polski pisarz, krytyk literacki, tłumacz, filozof, biblista pochodzenia żydowskiego (zm. 1989)
- 1914:
  - Karl Carstens, niemiecki polityk, prezydent RFN (zm. 1992)
  - Maria Rzepińska, polska historyk sztuki (zm. 1993)
  - Rosalyn Tureck, amerykańska pianistka, klawesynistka (zm. 2003)
- 1915:
  - Rəşid Behbudov, azerski aktor, piosenkarz (zm. 1989)
  - Dan Dailey, amerykański aktor, tancerz, choreograf, reżyser (zm. 1978)
  - Franciszek Sowulewski, polski kapral, żołnierz AK i WiN (zm. 1946)
  - José Toribio Merino, chilijski admirał (zm. 1996)
- 1916 – Władysław Milczarek, polski poeta, prozaik (zm. 1993)
- 1917:
  - Christian von Bülow, duński żeglarz sportowy (zm. 2002)
  - Elyse Knox, amerykańska aktorka (zm. 2012)
  - José Magriñá, kubański piłkarz (zm. 1988)
  - Arthur O’Neill, amerykański duchowny katolicki, biskup Rockford (zm. 2013)
- 1918:
  - B.K.S. Iyengar, indyjski nauczyciel współczesnej hathajogi (zm. 2014)
  - Grant Sawyer, amerykański polityk (zm. 1996)
- 1919:
  - Michael Foot, brytyjski historyk (zm. 2012)
  - Nikołaj Głazow, radziecki pilot wojskowy, as myśliwski (zm. 1943)
  - Mieczysław Klimowicz, polski historyk literatury, polonista (zm. 2008)
  - Władysław Krajewski, polski filozof, wykładowca akademicki pochodzenia żydowskiego (zm. 2006)
  - Henryk Zielazek, polski hokeista na trawie, trener, działacz sportowy (zm. 2014)
- 1920:
  - Clark Terry, amerykański trębacz, wokalista i kompozytor jazzowy (zm. 2015)
  - Francisco Urroz, chilijski piłkarz, bramkarz (zm. 1992)
- 1921:
  - Leonid Bykowiec, radziecki pułkownik pilot, as myśliwski (zm. 1997)
  - Edward Głodowski, polski działacz ludowy, polityk, poseł na Sejm PRL (zm. 2002)
  - František Graus, czeski historyk, mediewista, wykładowca akademicki pochodzenia żydowskiego (zm. 1989)
  - Zbigniew Makowski, polski podporucznik pilot (zm. 1943)
  - Adam Sarapata, polski socjolog, wykładowca akademicki (zm. 1999)
  - Jozef Vicen, słowacki działacz antykomunistyczny, polityk (zm. 2008)
- 1922:
  - Nikołaj Basow, rosyjski fizyk, wykładowca akademicki, laureat Nagrody Nobla (zm. 2001)
  - Károly Németh, węgierski polityk, przewodniczący Rady Prezydialnej (zm. 2008)
- 1923:
  - Achsarbiek Abajew, radziecki sierżant (zm. 1982)
  - Gerard Reve, holenderski pisarz (zm. 2006)
- 1924:
  - Linda Hopkins, amerykańska aktorka, piosenkarka gospel (zm. 2017)
  - Raj Kapoor, indyjski aktor (zm. 1988)
  - Siiri Rantanen, fińska biegaczka narciarska (zm. 2023)
- 1925:
  - Józef Kazimierski, polski historyk, varsavianista, wykładowca akademicki (zm. 2008)
  - Julian Kowalewicz, polski generał brygady (zm. 1990)
  - Akira Nishiguchi, japoński oszust, seryjny morderca (zm. 1970)
- 1926:
  - Pankracy (Donczew), bułgarski biskup prawosławny (zm. 1998)
  - Margaret John, amerykańska aktorka (zm. 2011)
  - Stanisław Rojek, polski gleboznawca (zm. 2016)
  - Mieczysław Treutler, polski podporucznik, żołnierz AK (zm. 1944)
- 1927 – Günter Särchen, niemiecki duchowny katolicki, pedagog społeczny, publicysta, działacz na rzecz pojednania polsko-niemieckiego (zm. 2004)
- 1928:
  - Ryszard Łabuś, polski polityk, poseł na Sejm RP (zm. 1996)
  - Ernest Pickering, amerykański pastor i teolog baptystyczny, protestancki fundamentalista i antyekumenista (zm. 2000)
  - Jean Templin, francuski piłkarz pochodzenia polskiego (zm. 1980)
- 1929:
  - Fernando Sebastián Aguilar, hiszpański duchowny katolicki, arcybiskup Pampeluny i Tudeli, kardynał (zm. 2019)
  - Dilarə Əliyeva, azerska filolog (zm. 1991)
  - Norbert Dorsey, amerykański duchowny katolicki, biskup Orlando (zm. 2013)
  - Thomas S. Ferguson, amerykański matematyk i statystyk
  - Marian Wiśniowski, polski aktor (zm. 2007)
- 1930:
  - Ralph Buschhaus de Laforest, francuski kierowca wyścigowy
  - Suzanne Morrow, kanadyjska łyżwiarka figurowa (zm. 2006)
- 1931:
  - Szczepan Grajczyk, polski wioślarz
  - Hannes Pétursson, islandzki poeta
  - Nikołaj Popow, rosyjski inżynier (zm. 2008)
  - Jan Stypuła, polski lekarz weterynarii, polityk, senator RP (zm. 2001)
- 1932:
  - Charlie Rich, amerykański piosenkarz country (zm. 1995)
  - Étienne Tshisekedi, kongijski polityk (zm. 2017)
- 1933:
  - Milan Lukeš, czeski polityk (zm. 2007)
  - Jerzy Trunkwalter, polski dziennikarz (zm. 2007)
- 1934:
  - Roman Hływa, polski piłkarz, trener (zm. 2021)
  - Charlie Hodge, amerykański piosenkarz (zm. 2006)
  - Ružica Sokić, serbska aktorka (zm. 2013)
- 1935:
  - Ryszard Budka, polski piłkarz
  - Barbara Leigh-Hunt, brytyjska aktorka (zm. 2024)
  - Lee Remick, amerykańska aktorka (zm. 1991)
  - Arvo Valton, estoński pisarz, poeta, krytyk literacki, scenarzysta filmowy (zm. 2024)
- 1936:
  - Jan Beszta-Borowski, polski rolnik, działacz opozycji antykomunistycznej, polityk, poseł na Sejm RP (zm. 2021)
  - Norberto Menéndez, argentyński piłkarz (zm. 1994)
  - Stanisław Nowiński, polski technik agronom, polityk, poseł na Sejm PRL
  - Robert A. Parker, amerykański fizyk, astronauta
- 1937:
  - Andrij Chimicz, ukraiński kajakarz, kanadyjkarz
  - Piotr Diejniekin, rosyjski generał pułkownik lotnictwa (zm. 2017)
- 1938:
  - Leonardo Boff, brazylijski teolog, filozof, pisarz
  - Henrijeta Konarkowska-Sokolov, polsko-serbska szachistka
  - Janette Scott, brytyjska aktorka
  - Swietłana Tołstojowa, rosyjska filolog, slawistka, etnolog
- 1939:
  - Josef Abrhám, czeski aktor (zm. 2022)
  - Stephen Cook, amerykański informatyk
  - Ernie Davis, amerykański futbolista (zm. 1963)
  - Iwan Wucow, bułgarski piłkarz, trener (zm. 2019)
- 1940:
  - Henri Dès, szwajcarski wykonawca i autor piosenek dla dzieci
  - Teresa Jasztal, polska polityk, poseł na Sejm RP (zm. 2023)
  - Ernesto Pellegrini, włoski przedsiębiorca, działacz sportowy, prezydent Interu Mediolan (zm. 2025)
  - Sérgio Trindade, brazylijski inżynier, chemik (zm. 2020)
- 1941:
  - Jim Boyce, australijski rugbysta, historyk
  - Stewart Boyce, australijski rugbysta, lekarz
  - Iván Menczel, węgierski piłkarz (zm. 2011)
- 1942:
  - Juan Diego, hiszpański aktor (zm. 2022)
  - Marianne Jahn, austriacka narciarka alpejska (zm. 2025)
  - Benny Lennartsson, szwedzki piłkarz, trener
- 1943:
  - Sławoj Ostrowski, polski rzeźbiarz (zm. 2018)
  - António Simões, portugalski piłkarz
- 1944:
  - Michael Glos, niemiecki polityk
  - Felipe González González, hiszpański duchowny katolicki, biskup, wikariusz apostolski Caroní
  - Gilberto Madaíl, portugalski działacz piłkarski
- 1945:
  - Andrzej Dudziński, polski rysownik, grafik, malarz, karykaturzysta, fotografik (zm. 2023)
  - Mike Nattrass, brytyjski polityk
- 1946:
  - Antony Beevor, brytyjski historyk
  - Jane Birkin, brytyjska aktorka (zm. 2023)
  - Patty Duke, amerykańska aktorka (zm. 2016)
  - Ruth Fuchs, niemiecka lekkoatletka, oszczepniczka, polityk (zm. 2023)
  - Jobriath, amerykański piosenkarz (zm. 1983)
  - Peter Lorimer, szkocki piłkarz (zm. 2021)
  - Jerzy Panek, polski lekarz, polityk, poseł na Sejm RP (zm. 2019)
  - Stan Smith, amerykański tenisista
- 1947:
  - Sanjay Gandhi, indyjski polityk (zm. 1980)
  - Dilma Rousseff, brazylijska polityk, prezydent Brazylii
  - Sarolta Zalatnay, węgierska piosenkarka
- 1948:
  - Janusz Kijowski, polski reżyser filmowy
  - Zbigniew Leraczyk, polski polityk, samorządowiec, prezydent Bielska-Białej, poseł na Sejm RP
  - Maria Maj, polska aktorka
  - Dee Wallace, amerykańska aktorka
- 1949:
  - Neema Barnette, amerykańska reżyserka filmowa
  - Ewa Bugno-Zaleska, polska działaczka społeczno-polityczna (zm. 2005)
  - Nasser Hejazi, irański piłkarz, bramkarz (zm. 2011)
  - Lloyd Phillips, nowozelandzki producent filmowy (zm. 2013)
  - Henryk Wieczorek, polski piłkarz
  - Cliff Williams, brytyjski basista, członek zespołu AC/DC
- 1950:
  - Christiane Krause, niemiecka lekkoatletka, sprinterka
  - Ilídio Leandro, portugalski duchowny katolicki, biskup Viseu (zm. 2020)
  - Vicki Michelle, brytyjska aktorka
  - Paweł Panow, bułgarski piłkarz, trener (zm. 2018)
  - Auksutė Ramanauskaitė-Skokauskienė, litewska inżynier, polityk
  - Ambroise Sarr, senegalski zapaśnik (zm. 2024)
- 1951:
  - Weżdi Raszidow, bułgarski rzeźbiarz, pedagog, polityk pochodzenia tureckiego
  - Jan Timman, holenderski szachista
  - Celia Weston, amerykańska aktorka
- 1952:
  - Andrzej Dzięga, polski duchowny katolicki, biskup sandomierski, arcybiskup metropolita szczecińsko-kamieński
  - John Lurie, amerykański saksofonista, aktor, malarz
- 1953:
  - Vijay Amritraj, indyjski tenisista, aktor
  - Sandro Callari, włoski kolarz szosowy i torowy
  - Zbigniew Kobyliński, polski archeolog
- 1954:
  - Ryszard Bogusz, polski polityk, poseł na Sejm RP
  - Alan Kulwicki, amerykański kierowca wyścigowy pochodzenia polskiego (zm. 1993)
  - Steven MacLean, kanadyjski fizyk, astronauta
- 1955:
  - Dan Immerfall, amerykański łyżwiarz szybki
  - Jacek Perlin, polski językoznawca, iberysta, dyplomata
- 1956:
  - Sandy Adams, amerykańska polityk
  - Wiesław Kmiecik, polski trener łyżwiarstwa szybkiego
  - Hanni Wenzel, niemiecka narciarka alpejska, reprezentantka Liechtensteinu
- 1957:
  - Mario Baccini, włoski polityk
  - Krzysztof Błaszyk, polski kardiolog
  - Tadeusz Boruta, polski malarz, krytyk sztuki
  - Jean-Paul Brigger, szwajcarski piłkarz
  - Krystyna Czerni, polska krytyk i historyk sztuki
  - Helmut Dudek, polsko-niemiecki piłkarz (zm. 1994)
- 1958:
  - Allan Boath, nowozelandzki piłkarz
  - Jan Fabre, flamandzki artysta multimedialny, dramaturg, reżyser, choreograf, scenograf
  - Maciej Frankiewicz, polski działacz polityczny, samorządowy i sportowy (zm. 2009)
  - Mike Scott, brytyjski muzyk, członek zespołu The Waterboys
- 1959:
  - Chris Catalfo, amerykański zapaśnik
  - Nan Hayworth, amerykańska polityk
  - Hubert Meunier, luksemburski piłkarz
  - Laurenty (Myhowycz), ukraiński biskup prawosławny
  - Bob Paris, amerykański kulturysta, model
  - Angelo Rottoli, włoski bokser (zm. 2020)
- 1960:
  - Catherine Coleman, amerykańska chemik, astronautka
  - Wolf Haas, austriacki piłkarz
  - Ebrahim Ra’isi, irański duchowny szyicki, ajatollah, polityk, prezydent Iranu (zm. 2024)
  - Chris Waddle, angielski piłkarz
  - Diane Williams, amerykańska lekkoatletka, sprinterka
- 1961:
  - Stefan Eriksson, szwedzki przestępca
  - Grzegorz Górski, polski prawnik, adwokat, wykładowca akademicki, samorządowiec, polityk, sędzia Trybunału Stanu
  - Sussan Ley, australijska polityk
  - Guri Schanke, norweska aktorka, piosenkarka
- 1962:
  - Jacek Bobrowicz, polski piłkarz, bramkarz
  - Yvonne Ryding, szwedzka modelka, zdobywczyni tytułu Miss Universe
- 1963:
  - Andrea Cipressa, włoski florecista
  - Diana Gansky, niemiecka lekkoatleta, dyskobolka
  - Cynthia Gibb, amerykańska aktorka
  - Jean-Michel Henry, francuski szpadzista
  - Vytautas Juozapaitis, litewski śpiewak operowy, wykładowca akademicki, prezenter telewizyjny, polityk
  - Joanna Kluzik-Rostkowska, polska dziennikarka, polityk, minister pracy i polityki społecznej, minister edukacji, poseł na Sejm RP
- 1964:
  - Rebecca Gibney, nowozelandzko-australijska aktorka
  - Noémie Lvovsky, francuska aktorka, reżyserka i scenarzystka filmowa
  - Jurij Łucenko, ukraiński polityk
  - Swilen Nejkow, bułgarski wioślarz, trener, polityk
- 1965:
  - Aljoša Asanović, chorwacki piłkarz
  - Craig Biggio, amerykański baseballista
  - Sulajman Abu Ghajs, kuwejcki terrorysta
  - Ted Raimi, amerykański aktor
  - Piotr Szeligowski, polski karateka, trener
- 1966:
  - Lucrecia Martel, argentyńska reżyserka, scenarzystka i producentka filmowa
  - Anthony Mason, amerykański koszykarz (zm. 2015)
  - Helle Thorning-Schmidt, duńska polityk, premier Danii
  - Dorota Tobiszowska, polska prawniczka, działaczka samorządowa, polityk, senator RP
  - Sarah Zettel, amerykańska pisarka science fiction i fantasy
- 1967:
  - Ewa Białołęcka, polska pisarka
  - Hanne Haugland, norweska lekkoatletka, skoczkini wzwyż
- 1968:
  - Jolanta Fraszyńska, polska aktorka, piosenkarka
  - Gerald Glatzmayer, austriacki piłkarz (zm. 2001)
  - C.J. Hunter, amerykański lekkoatleta, kulomiot (zm. 2021)
  - Marcin Przybyłek, polski pisarz science fiction
- 1969:
  - James Debbah, liberyjski piłkarz
  - Gerhard Gleirscher, austriacki saneczkarz
  - Natascha McElhone, brytyjska aktorka
  - Arthur Numan, holenderski piłkarz, trener
- 1970:
  - Nicholas Angelich, amerykański pianista (zm. 2022)
  - Szymon Augustyniak, polski dziennikarz, pisarz, scenarzysta, copywriter
  - Bożena Furczyk, polska aktorka, lektorka
  - Nadine Garner, australijska aktorka
  - Vladimir Grbić, serbski siatkarz
  - Steven Grieveson, brytyjski seryjny morderca
  - Anna Maria Jopek, polska wokalistka, pianistka, kompozytorka, autorka tekstów, producentka muzyczna
  - Chryzostom (Kykkotis), cypryjski biskup prawosławny
  - Mäulen Mamyrow, kazachski zapaśnik
  - Beth Orton, brytyjska piosenkarka folkowa
  - Jeff Pain, kanadyjski skeletonista
  - Nico Van Kerckhoven, belgijski piłkarz
- 1971:
  - Wiktor Bołogan, mołdawski szachista, trener
  - Chuck Evans, amerykański koszykarz
  - Matthias Scherz, niemiecki piłkarz
- 1972:
  - Krzysztof Drzewiecki, polski organista, śpiewak operowy (tenor) (zm. 2006)
  - Miranda Hart, brytyjska aktorka, komik, scenarzystka
  - Grzegorz Pawelczyk, polski dziennikarz, publicysta, scenarzysta
- 1973:
  - Tom S. Englund, szwedzki gitarzysta, wokalista, członek zespołu Evergrey
  - Waldemar Goszcz, polski model, piosenkarz, aktor (zm. 2003)
  - Boris Henry, niemiecki lekkoatleta, oszczepnik
  - Tomasz Radzinski, kanadyjski piłkarz pochodzenia polskiego
  - Thùy Trang, wietnamska aktorka (zm. 2001)
  - Sabina Włodek, polska piłkarka ręczna
- 1974:
  - Bartłomiej Kałużny, polski okulista, wykładowca akademicki
  - Celina Nowak, polska prawniczka, wykładowczyni akademicka
  - Slaven Rimac, chorwacki koszykarz, trener
- 1975:
  - Daniela Aiuto, włoska architekt, polityk
  - Tamecka Dixon, amerykańska koszykarka
  - Stephen Donnelly, irlandzki polityk
  - Krzysztof Kłosowski, polski przedsiębiorca, polityk, poseł na Sejm RP
  - Michał Matuszyk, polski kierowca wyścigowy
  - Branko Ružić, serbski polityk
  - Klebér Saarenpää, szwedzki piłkarz, trener pochodzenia fińskiego
  - Andrés Scotti, urugwajski piłkarz
  - KaDee Strickland, amerykańska aktorka
  - Rafael Trujillo Villar, hiszpański żeglarz sportowy
- 1976:
  - Tammy Blanchard, amerykańska aktorka
  - Alfred Burden, angielski snookerzysta
  - Santiago Ezquerro, hiszpański piłkarz
  - Peter Gade, duński badmintonista
  - Petter Hansson, szwedzki piłkarz
  - Rodrigo Phavanello, brazylijski aktor, piosenkarz
  - Igor Tomašić, chorwacko-bułgarski piłkarz
- 1977:
  - Fróði Benjaminsen, farerski piłkarz
  - Kirsten Brosbøl, duńska polityk
  - Amy Clay, australijska wioślarka
  - Romain Dumas, francuski kierowca rajdowy i wyścigowy
  - Marcin Gwóźdź, polski inżynier, samorządowiec, polityk, wicemarszałek województwa dolnośląskiego, poseł na Sejm RP
  - Janne Salli, fiński piłkarz
  - Michał Szczerba, polski samorządowiec, polityk, poseł na Sejm RP
- 1978:
  - Diana Nikitina, estońska lekkoatletka, skoczkini w dal
  - Zdeněk Pospěch, czeski piłkarz
  - Radu Sârbu, mołdawski piosenkarz
  - Patty Schnyder, szwajcarska tenisistka
- 1979:
  - Jean-Alain Boumsong, francuski piłkarz pochodzenia kameruńskiego
  - Adelina Ismaili, albańska piosenkarka, modelka
  - Andrei Makrov, estoński hokeista
  - Sophie Monk, australijska aktorka, piosenkarka
  - Michael Owen, angielski piłkarz
  - Chamara Silva, lankijski krykiecista
  - Mariusz Wach, polski bokser
- 1980:
  - Mehdi Abid Charef, algierski sędzia piłkarski
  - Frankie J, amerykański piosenkarz pochodzenia meksykańskiego
  - Marika, polska piosenkarka, autorka tekstów, dziennikarka radiowa
  - Karim Mayfield, amerykański bokser
  - Didier Zokora, iworyjski piłkarz
- 1981:
  - Rochelle Gilmore, australijska kolarka torowa i szosowa
  - Haraldur Guðmundsson, islandzki piłkarz
  - Ewelina Kopic, polska dziennikarka i prezenterka telewizyjna
- 1982:
  - Chemseddine Chtibi, marokański piłkarz
  - Mark-Jan Fledderus, holenderski piłkarz
  - Jesse Garcia, amerykański aktor pochodzenia meksykańskiego
  - Dana Glöß, niemiecka kolarka torowa
  - Janine Hanson, kanadyjska wioślarka
  - Steven Sidwell, angielski piłkarz
  - Henri Tuomi, fiński siatkarz
- 1983:
  - Stéphanie Frappart, francuska sędzia piłkarska
  - Mae Koime, papuaska lekkoatletka, sprinterka
  - Maja Kraft, polska piosenkarka
  - Linda Mackenzie, australijska pływaczka
  - Henri Pirkkalainen, fiński perkusista, członek zespołu Excalion
  - Dane Richards, jamajski piłkarz
  - Igor Rickli, brazylijski aktor pochodzenia szwajcarsko-włoskiego
  - Alexandra Rochelle, francuska siatkarka
  - Barbara Siemieniuk, polska judoczka
- 1984:
  - Chadli Amri, algierski piłkarz
  - Carline Bouw, holenderska wioślarka
  - Chris Brunt, północnoirlandzki piłkarz
  - Tetiana Halicyna, ukraińska artystka
  - Alex Muscat, maltański piłkarz
  - Jackson Rathbone, amerykański aktor, piosenkarz, autor tekstów pochodzenia niemieckiego
  - Honorata Witańska, polska aktorka
- 1985:
  - Jakub Błaszczykowski, polski piłkarz
  - Darío Delgado, kostarykański piłkarz
  - Jewgienij Łagunow, rosyjski pływak
  - Syed Rahim Nabi, indyjski piłkarz
  - Shane Rennie, grenadyjski piłkarz
  - Juan Camilo Zúñiga, kolumbijski piłkarz
- 1986:
  - Philippe Erne, liechtensteiński piłkarz
  - Jonathan Romero, kolumbijski bokser
  - Atagün Yalçınkaya, turecki bokser
- 1987:
  - Amina Betiche, algierska lekkoatletka, biegaczka
  - Lauren Boyle, nowozelandzka pływaczka
  - Valeria Caracuta, włoska siatkarka
  - Markel Susaeta, hiszpański piłkarz narodowości baskijskiej
  - Wang Zheng, chińska lekkoatletka, młociarka
- 1988:
  - Nicolas Batum, francuski koszykarz
  - Vanessa Hudgens, amerykańska piosenkarka, aktorka, modelka, tancerka
  - Ebrima Sohna, gambijski piłkarz
- 1989:
  - Damian Boruch, polski siatkarz
  - Jung Woo-young, południowokoreański piłkarz
  - Paulo Magalhaes, chilijski piłkarz
  - Casper Ulrich Mortensen, duński piłkarz ręczny
  - Onew, południowokoreański piosenkarz, aktor
  - Aisha Praught Leer, jamajska lekkoatletka, biegaczka
  - Christian Ribeiro, walijski piłkarz pochodzenia portugalskiego
  - Adam Sobczak, polski wioślarz
  - Yang Hyo-jin, południowokoreańska siatkarka
- 1990:
  - Robert Covington, amerykański koszykarz
  - Nacagsürengijn Dzolboo, mongolski zapaśnik
  - Kerron Johnson, amerykański koszykarz
  - Nadzieja Małasaj, białoruska siatkarka
  - D.J. Shelton, amerykański koszykarz
- 1991:
  - Luis Martínez, gwatemalski piłkarz
  - Offset, amerykański raper
  - Samantha Peszek, amerykańska gimnastyczka
  - Tyler Sanders, kanadyjski siatkarz
  - Sándor Vajda, węgierski piłkarz
- 1992:
  - Tori Kelly, amerykańska piosenkarka, autorka tekstów
  - Jairus Kipchoge, kenijski lekkoatleta, długodystansowiec
  - Ryō Miyaichi, japoński piłkarz
- 1993:
  - Robert Kowalówka, polski hokeista, bramkarz
  - Paula Kruk, polska saneczkarka, skeletonistka
  - Joseph Ochaya, ugandyjski piłkarz
  - Gabriella Souza, brazylijska siatkarka
- 1994:
  - Javon Francis, jamajski lekkoatleta, sprinter
  - Denise Imoudu, niemiecka siatkarka
  - Sulian Matienzo, kubańska siatkarka
- 1995:
  - Iwan Barbaszow, rosyjski hokeista
  - Joacim Ødegård Bjøreng, norweski skoczek narciarski
  - Carlton Bragg, amerykański koszykarz
  - Pawieł Drozd, rosyjski łyżwiarz figurowy
  - Paweł Halaba, polski siatkarz
  - Aleksiej Krasikow, rosyjski hokeista, bramkarz
  - Álvaro Odriozola, hiszpański piłkarz
  - David Ramírez, meksykański piłkarz
- 1996:
  - Myles Amine, amerykański i sanmaryński zapaśnik
  - Barbie Ferreira, amerykańska modelka, aktorka pochodzenia brazylijskiego
  - Sairusi Nalaubu, fidżyjski piłkarz
  - Raphinha, brazylijski piłkarz
  - Tayna, kosowska raperka
- 1997:
  - Dawid Dawidian, ormiański piłkarz
  - Samuel Gouet, kameruńskiego piłkarz
- 1998:
  - Anastasia Dețiuc, czeska tenisistka
  - Sophie Hediger, szwajcarska snowboardzistka (zm. 2024)
  - Lukas Nmecha, niemiecki piłkarz
  - Maggie Voisin, amerykańska narciarka dowolna
  - Lonnie Walker, amerykański koszykarz
- 2000 – Jakub Kadák, słowacki piłkarz
- 2001:
  - Cesar Bordeaux, brazylijski zapaśnik
  - Reira Iwabuchi, japońska snowboardzistka
  - Luis Henrique, brazylijski piłkarz
  - Sofja Szewczenko, rosyjska łyżwiarka figurowa
- 2002:
  - Francisco Conceição, portugalski piłkarz
  - William Gama, południowosudański piłkarz
- 2003 – Marlon Gomes, brazylijski piłkarz

## Zmarli
- 704 (lub 705) – Aldfrith, władca Nortumbrii (ur. ?)
- 872 – Hadrian II, papież (ur. 792)
- 1077 – Agnieszka z Poitou, regentka Świętego Cesarstwa Rzymskiego (ur. 1025)
- 1210 – Soffredo, włoski kardynał (ur. ?)
- 1267 – Kazimierz I, książę kujawski (ur. ok. 1211)
- 1293 – Al-Aszraf Chalil, mamelucki sułtan Egiptu (ur. 1262)
- 1296 – Benedetto Caetani, włoski kardynał (ur. ?)
- 1311 – Małgorzata Brabancka, królowa niemiecka, hrabina Luksemburga (ur. 1276)
- 1313 – Arnaud Frangier de Chanteloup, francuski kardynał (ur. ?)
- 1460 – Guarino z Verony, włoski humanista, filolog, pedagog (ur. 1370)
- 1503 – Sten Sture Starszy, szwedzki regent (ur. ok. 1440)
- 1510 – Fryderyk Wettyn, niemiecki książę, duchowny katolicki, arcybiskup Magdeburga, wielki mistrz zakonu krzyżackiego (ur. 1473)
- 1514 – Guillaume Briçonnet, francuski duchowny katolicki, biskup Saint-Malo, arcybiskup Reims i Narbony, kardynał (ur. 1445)
- 1542 – Jakub V, król Szkocji (ur. 1512)
- 1553 – Hanibal Lucić, chorwacki poeta, dramatopisarz (ur. 1458)
- 1571 – Lorenzo Strozzi, włoski kardynał (ur. 1523)
- 1591 – Jan od Krzyża, hiszpański karmelita, mistyk, reformator zakonny, poeta, doktor Kościoła, święty (ur. 1542)
- 1624 – Charles Howard, angielski hrabia, admirał (ur. 1536)
- 1645 – Paweł Grodzicki, polski szlachcic, inżynier wojskowy, teoretyk artylerii, generał artylerii koronnej (ur. ?)
- 1648 – Lelio Falconieri, włoski kardynał, nuncjusz apostolski (ur. 1585)
- 1663 – Matatiasz Calahora, polski lekarz, aptekarz pochodzenia żydowskiego (ur. ?)
- 1681 – Georg Ludwig von Sinzendorff, austriacki hrabia, polityk (ur. 1616)
- 1683:
  - Voituret Anthelme, francuski kartuz, astronom (ur. ok. 1618)
  - Dominik Potocki, polski szlachcic, polityk (ur. 1646)
- 1717 – Otto Magnus von Dönhoff, pruski arystokrata, dyplomata, wojskowy (ur. 1665)
- 1750 – Nuno de Cunha da Ataíde, portugalski kardynał, generalny inkwizytor Portugalii (ur. 1664)
- 1761:
  - Marcin Walewski, polski szlachcic, polityk (ur. ?)
  - Karol Fryderyk Wirtemberski, książę oleśnicki (ur. 1689)
- 1767 – Dymitr (Sieczenow), rosyjski biskup prawosławny (ur. 1709)
- 1769 – Ernst Wilhelm von Schlabrendorf, pruski polityk (ur. 1719)
- 1788:
  - Carl Philipp Emanuel Bach, niemiecki kompozytor, syn Johanna (ur. 1714)
  - Karol III, książę Parmy, król Neapolu i Sycylii, król Hiszpanii (ur. 1716)
- 1799 – George Washington, amerykański generał, polityk, pierwszy prezydent USA (ur. 1732)
- 1802 – Józef Potocki, polski hrabia, starosta leżajski, polityk, jeden z przywódców konfederacji radomskiej (ur. 1735)
- 1820 – Daniel Walewski, polski duchowny katolicki, kantor Krakowskiej Kapituły Katedralnej, prezydent Trybunału Głównego Koronnego (ur. 1751)
- 1825:
  - Carlos da Cunha e Menezes, portugalski duchowny katolicki, patriarcha Lizbony, kardynał (ur. 1759)
  - Michał Piotrowski, polski generał brygady armii Księstwa Warszawskiego (ur. 1771)
- 1827 – Julia Stecka, polska malarka (ur. 1790)
- 1828 – Marc Vadier, francuski polityk, rewolucjonista (ur. 1736)
- 1829 – Luigi Marchesi, włoski śpiewak operowy (kastrat) (ur. 1755)
- 1837 – Jean-Olivier Chénier, kanadyjski lekarz, jeden z przywódców rebelii patriotycznej w Dolnej Kanadzie (ur. 1806)
- 1849 – Conradin Kreutzer, niemiecki kompozytor, dyrygent (ur. 1780)
- 1850 – Wawrzyniec Andrzej Soświński, polski prawnik, wykładowca akademicki (ur. 1799)
- 1858 – Nimatullah al-Hardini, libański zakonnik, święty (ur. 1808)
- 1860:
  - Francesco Gaude, włoski kardynał (ur. 1809)
  - George Hamilton-Gordon, brytyjski hrabia, polityk, premier Wielkiej Brytanii (ur. 1784)
- 1861:
  - Albert, książę-małżonek Wielkiej Brytanii i Irlandii (ur. 1819)
  - Heinrich Marschner, niemiecki kompozytor (ur. 1795)
- 1871:
  - George Hudson, brytyjski finansista, polityk (ur. 1800)
  - Adam Sikora, polski poeta (ur. 1819)
- 1872 – John Frederick Kensett, amerykański malarz, ilustrator (ur. 1816)
- 1873:
  - Louis Agassiz, szwajcarski zoolog, paleontolog, geolog, glacjolog, wykładowca akademicki (ur. 1807)
  - Elżbieta Ludwika Wittelsbach, księżna bawarska, królowa Prus (ur. 1801)
- 1875 – Georg Friedrich Daumer, niemiecki filozof, poeta (ur. 1800)
- 1876 – Franciszka Schervier, niemiecka zakonnica, błogosławiona (ur. 1819)
- 1878 – Alicja Koburg, księżniczka brytyjska, wielka księżna Hesji i Renu (ur. 1843)
- 1879 – Claude-Étienne Minié, francuski wojskowy, wynalazca (ur. 1804)
- 1882 – Heinrich Wilhelm Krausnick, niemiecki prawnik, polityk, nadburmistrz Berlina (ur. 1797)
- 1883:
  - Calvin Ellis, amerykański lekarz (ur. 1826)
  - Henri Martin, francuski historyk, polityk (ur. 1810)
  - Ludwik Nabielak, polski poeta, krytyk literacki, historyk, inżynier górnictwa, polityk (ur. 1804)
- 1885:
  - Ernst Falkbeer, austriacki szachista (ur. 1819)
  - Franciszka Werner, niemiecka elżbietanka, Służebnica Boża (ur. 1817)
- 1886:
  - Antoni Łuszczkiewicz, polski architekt, budowniczy (ur. 1838)
  - Antoni Rutkowski, polski kompozytor, pianista (ur. 1859)
- 1887 – Feliks Buchwald, polski duchowny katolicki, polityk (ur. ok. 1819)
- 1889 – Cölestin Josef Ganglbauer, austriacki duchowny katolicki, arcybiskup Wiednia, kardynał (ur. 1817)
- 1891 – Ferdinand Roemer, niemiecki geolog, paleontolog, wykładowca akademicki (ur. 1818)
- 1892 – Kazimierz Łapczyński, polski inżynier, etnograf, botanik (ur. 1823)
- 1893:
  - Edmund Callier, polski historyk, publicysta, uczestnik powstania styczniowego pochodzenia francuskiego (ur. 1833)
  - Karolina Pawłowa, rosyjska malarka, poetka, tłumaczka pochodzenia niemieckiego (ur. 1807)
- 1895 – Paulus Melchers, niemiecki duchowny katolicki, biskup Osnabrück, arcybiskup metropolita Kolonii, kardynał (ur. 1813)
- 1899:
  - Franciszek Hoszard, polski lekarz, polityk (ur. 1822)
  - Władysław Wiślicki, polski kompozytor, dyrygent, pianista (ur. 1829)
- 1901 – David Preston Thompson, amerykański polityk (ur. 1834)
- 1902:
  - Julia Grant, amerykańska pierwsza dama (ur. 1826)
  - Agnieszka Jałbrzykowska, polska pedagog (ur. 1818)
- 1905 – Arnold Drygas, polski lekarz, podróżnik (ur. 1876)
- 1906:
  - Jeremiah Curtin, amerykański tłumacz (ur. 1835)
  - Arnold Drygas, polski lekarz, podróżnik (ur. 1876)
- 1907:
  - Karol Kościuszko-Waluszyński, polski archeolog (ur. 1847)
  - Jan Łopieński, polski brązownik, cyzeler (ur. 1838)
- 1910 – Jacques-Hector Thomas, francuski duchowny katolicki, arcybiskup, dyplomata papieski (ur. 1833)
- 1913 – Henryk Dulęba, polski działacz socjalistyczny i robotniczy (ur. 1848)
- 1914:
  - Giovanni Sgambati, włoski kompozytor, pianista, dyrygent, pedagog (ur. 1841)
  - Edward Wende, polski księgarz, wydawca (ur. 1830)
- 1915 – Maciej Jakubowski, polski pediatra, wykładowca akademicki (ur. 1837)
- 1918:
  - Michał Alfred Godlewski, polski malarz (ur. 1838)
  - Sidónio Pais, portugalski major, matematyk, dyplomata, polityk, premier i prezydent Portugalii (ur. 1872)
  - Mykoła Sachno-Ustymowycz, ukraiński inżynier technolog, polityk, premier Państwa Ukraińskiego (hetmanatu) (ur. 1863)
  - Stanisław Tylicki, polski podporucznik (ur. 1895)
- 1920:
  - Eduardo Sánchez Camacho, meksykański duchowny katolicki, biskup Ciudad Victoria-Tamaulipas, założyciel Meksykańskiego Narodowego Kościoła Katolickiego (ur. 1838)
  - Wasilij Obrazcow, rosyjski lekarz (ur. 1849)
- 1923 – Théophile-Alexandre Steinlen, francuski malarz, grafik, rysownik pochodzenia szwajcarskiego (ur. 1859)
- 1925 – Ksawery Prauss, polski polityk, senator RP, minister wyznań religijnych i oświecenia narodowego (ur. 1874)
- 1926 – John Lawlor Jolley, amerykański polityk (ur. 1840)
- 1927:
  - Elsa von Freytag-Loringhoven, niemiecka artystka, poetka (ur. 1874)
  - William Preble Hall, amerykański generał brygady, szef sztabu generalnego (ur. 1848)
  - Julian Sochocki, polski matematyk, wykładowca akademicki (ur. 1842)
- 1930 – Ignacy Drexler, polski architekt, urbanista, wykładowca akademicki (ur. 1878)
- 1931:
  - William D. Jelks, amerykański polityk (ur. 1855)
  - Piotr Kołodziej, polski pisarz ludowy, działacz społeczno-kulturalny i oświatowy na Górnym Śląsku (ur. 1853)
  - Karol Rzepecki, polski księgarz, polityk, poseł na Sejm RP (ur. 1865)
  - Franciszek Wichert, polski lekarz psychiatra, neuropatolog (ur. 1885)
- 1932 – James Hamilton Ross, kanadyjski polityk (ur. 1856)
- 1934 – Napoleon Louis-Wawel, polski wiceadmirał (ur. 1861)
- 1935 – Stanley G. Weinbaum, amerykański pisarz science fiction (ur. 1902)
- 1937 – Stefan Popowski, polski malarz, rysownik, krytyk sztuki, architekt (ur. 1870)
- 1938:
  - Maurice Emmanuel, francuski kompozytor, muzykolog (ur. 1862)
  - Michaił Kudzielka, białoruski nauczyciel, pisarz (ur. 1896)
- 1939:
  - Rafael Otón Castro Jiménez, kostarykański duchowny katolicki, arcybiskup metropolita San José de Costa Rica (ur. 1877)
  - Aleksander Dubiski, polski lekarz, działacz społeczny, polityk (ur. 1886)
  - Helene Kröller-Müller, holenderska kolekcjonerka dzieł sztuki (ur. 1869)
  - Stanisław Musielak, polski literat, burmistrz Ostrowa Wielkopolskiego (ur. 1886)
  - Wacław Niemojowski, polski ziemianin, polityk (ur. 1865)
  - Wojciech Sikora, polski działacz ruchu ludowego, polityk, poseł na Sejm Ustawodawczy i Sejm RP (ur. 1874)
- 1940:
  - Aleksander Kamiński, polski ziemianin, polityk, poseł na Sejm RP (ur. 1880)
  - Anton Korošec, słoweński duchowny katolicki, polityk konserwatywny (ur. 1872)
  - Maria Romanowa, księżniczka grecka i duńska, rosyjska wielka księżna (ur. 1876)
  - Wiktor Zelinski, ukraiński generał pułkownik (ur. 1864)
- 1942:
  - Antoni Kasztelan, polski kapitan administracji, oficer kontrwywiadu (ur. 1896)
  - Ture Ödlund, szwedzki curler (ur. 1894)
- 1943:
  - John Harvey Kellogg, amerykański lekarz, dietetyk (ur. 1852)
  - Innokientij Uwaczan, radziecki szeregowy (ur. 1919)
- 1944:
  - Theodor van Eupen, niemiecki funkcjonariusz i zbrodniarz nazistowski (ur. 1907)
  - Nelson Stepanian, radziecki podpułkownik pilot (ur. 1913)
- 1947 – Stanley Baldwin, brytyjski polityk, premier Wielkiej Brytanii (ur. 1867)
- 1948:
  - Jerzy Broński, polski pułkownik (ur. 1906)
  - Stefan Długołęcki, polski podpułkownik (ur. 1906)
- 1950:
  - Zenobiusz Rugiewicz, polski urzędnik państwowy (ur. 1864)
  - Igor Sawczenko, ukraiński reżyser filmowy (ur. 1906)
- 1951:
  - Herbert Spencer Jackson, amerykański mykolog, wykładowca akademicki (ur. 1883)
  - Carl Otto Lampland, amerykański astronom pochodzenia norweskiego (ur. 1873)
- 1952:
  - Stanisław Rowiński, polski adwokat, działacz społeczny, chóralny i sokoli (ur. 1872)
  - Fartein Valen, norweski kompozytor (ur. 1887)
- 1953 – Marjorie Kinnan Rawlings, amerykańska pisarka (ur. 1896)
- 1954:
  - Dmitrij Miedwiediew, radziecki pułkownik, dowódca partyzancki (ur. 1898)
  - Emil Rausch, niemiecki pływak (ur. 1882)
- 1956:
  - Aleksiej Bondarienko, radziecki partyzant, polityk (ur. 1911)
  - Juho Paasikivi, fiński polityk, premier i prezydent Finlandii (ur. 1870)
- 1957:
  - Jan Brenner, węgierski duchowny katolicki, męczennik, błogosławiony (ur. 1931)
  - Josef Lada, czeski malarz, rysownik, karykaturzysta, ilustrator, bajkopisarz (ur. 1887)
- 1958:
  - Antoni Gałecki, polski piłkarz (ur. 1906)
  - Władysław Kowalski, polski pisarz, publicysta, polityk, minister kultury i sztuki, marszałek Sejmu Ustawodawczego (ur. 1894)
  - Jan Obrąpalski, polski inżynier energetyk (ur. 1881)[3]
- 1959 – Stanley Spencer, brytyjski malarz (ur. 1891)
- 1960:
  - Antonio Barluzzi, włoski architekt (ur. 1884)
  - Richard Konwiarz, niemiecki architekt, urbanista, urzędnik, wykładowca akademicki (ur. 1883)
- 1961:
  - Michaił Chanżyn, rosyjski generał, polityk (ur. 1871)
  - Richard Schirrmann, niemiecki nauczyciel, założyciel schronisk młodzieżowych (ur. 1874)
- 1962:
  - Nazzareno de Angelis, włoski śpiewak operowy (bas) (ur. 1881)
  - Łew Hankewycz, ukraiński adwokat, polityk (ur. 1883)
  - Simion Mehedinți, rumuński geograf, wykładowca akademicki (ur. 1881)
  - Pio Paschini, włoski duchowny katolicki, biskup, historyk Kościoła, wykładowca akademicki (ur. 1878)
- 1963:
  - Tadeusz Felsztyn, polski pułkownik, fizyk, nauczyciel, konstruktor broni, historyk wojskowości, publicysta, emigrant pochodzenia żydowskiego (ur. 1894)
  - Gustav Machatý, czeski aktor, reżyser i scenarzysta filmowy (ur. 1901)
  - Marie Marvingt, francuska pielęgniarka, alpinistka, pilotka wojskowa, sportsmenka (ur. 1875)
  - Erich Ollenhauer, niemiecki polityk (ur. 1901)
  - Dinah Washington, amerykańska wokalistka jazzowa (ur. 1924)
- 1964:
  - William Bendix, amerykański aktor (ur. 1906)
  - Francisco Canaro, urugwajski kompozytor, dyrygent (ur. 1888)
  - Augustyn Gabor, polski franciszkanin, prowincjał (ur. 1878)
- 1965 – Marian Markiewicz, polski podpułkownik piechoty, piłkarz (ur. 1895)
- 1966:
  - Verna Felton, amerykańska aktorka (ur. 1890)
  - Adam Fiut, polski aktor (ur. 1933)
  - Isaak Pomieranczuk, rosyjski fizyk teoretyk, wykładowca akat pochodzenia żydowskiego (ur. 1913)
  - Nikołaj Pronin, radziecki polityk (ur. 1896)
  - Jan Zielińsk, polski aktor (ur. 1900)
- 1967 – Zdzisław Hierowski, polski krytyk i historyk literatury, dziennikarz (ur. 1911)
- 1968:
  - Josef Barac, izraelski polityk (ur. 1890)
  - Mieczysław Janikowski, polski podporucznik kawalerii, malarz (ur. 1912)
- 1970:
  - Earl Eby, amerykański porucznik, lekkoatleta, średniodystansowiec (ur. 1894)
  - Michael O’Moore Creagh, brytyjski generał pochodzenia irlandzkiego (ur. 1892)
  - Franz Schlegelberger, niemiecki prawnik, polityk nazistowski (ur. 1876)
  - Tadeusz Schwartz, polski inżynier elektryk, wykładowca akademicki (ur. 1905)
  - William Slim, brytyjski marszałek polny, polityk, gubernator generalny Australii (ur. 1891)
- 1971 – Dick Tiger, nigeryjski bokser (ur. 1929)
- 1972:
  - Paweł Akimow, rosyjski kapral, piłkarz, bramkarz (ur. 1897)
  - Jan Czechowski, polski polityk, poseł do KRN, kierownik resortu sprawiedliwości PKWN (ur. 1894)
  - Witold Janowski, polski matematyk, wykładowca akademicki (ur. 1912)
  - Angeł Karalijczew, bułgarski pisarz (ur. 1902)
  - Julian Maliniak, polski dziennikarz, tłumacz literatury, ekonomista, działacz ruchu socjalistycznego (ur. 1889)
- 1973:
  - Johannes Neuhäusler, niemiecki duchowny katolicki, biskup, działacz antynazistowski (ur. 1888)
  - Edil Rosenqvist, fiński zapaśnik (ur. 1892)
  - Stanisław Szczepański, polski malarz, pedagog (ur. 1895)
- 1974:
  - Józef Ludwik Bruski – polski lekarz, gawędziarz kaszubski, współzałożyciel Zespołu Pieśni i Tańca Kaszuby, Żołnierz Tajnej Organizacji Wojskowej Gryf Pomorski
  - Kurt Hahn, niemiecki pedagog pochodzenia żydowskiego (ur. 1886)
  - Walter Lippmann, amerykański publicysta, socjolog pochodzenia żydowskiego (ur. 1889)
  - Fritz Szepan, niemiecki piłkarz (ur. 1907)
- 1975:
  - Bronisław Brok, polski poeta, autor tekstów piosenek, aktor, reżyser teatralny i filmowy pochodzenia żydowskiego (ur. 1906)
  - Stanisława Platówna, polska autorka książek dla młodzieży (ur. 1926)
- 1978:
  - Cezary Nowicki, polski generał brygady (ur. 1906)
  - Jadwiga Pająk, polska polityk emigracyjna (ur. ?)
- 1980:
  - Włodzimierz Bobrownicki, polski chemik, technolog, wykładowca akademicki (ur. 1892)
  - Richard Gurley Drew, amerykański wynalazca (ur. 1899)
  - Elston Howard, amerykański baseballista (ur. 1929)
- 1981:
  - Ludwik Cohn, polski adwokat, radca prawny, działacz socjalistyczny pochodzenia żydowskiego (ur. 1902)
  - Tadeusz Falkiewicz, polski major, neurolog, samorządowiec (ur. 1897)
  - Paolo Mosconi, włoski duchowny katolicki, arcybiskup, nuncjusz apostolski (ur. 1914)
  - Clarence Oldfield, południowoafrykański lekkoatleta, sprinter (ur. 1899)
  - Anton Perwein, austriacki piłkarz ręczny (ur. 1911)
- 1982:
  - Maria Korska, polska aktorka, śpiewaczka pochodzenia żydowskiego (ur. 1895)
  - Petrus Pavlicek, austriacki franciszkanin, Sługa Boży (ur. 1902)
- 1983 – Ludo Van Der Linden, belgijski kolarz szosowy (ur. 1951)
- 1984:
  - Vicente Aleixandre, hiszpański poeta, laureat Nagrody Nobla (ur. 1898)
  - László Baranyai, węgierski gimnastyk (ur. 1920)
- 1985 – Roger Maris, amerykański baseballista (ur. 1934)
- 1986:
  - Piotr Mynarski, polski podporucznik artylerii, pilot szybowcowy, instruktor (ur. 1908)
  - Antal Páger, węgierski aktor (ur. 1899)
- 1987 – Georg Knöpfle, niemiecki piłkarz, trener (ur. 1904)
- 1988:
  - Evald Schorm, czeski aktor, scenarzysta, reżyser filmowy i teatralny (ur. 1931)
  - Stuart Symington, amerykański polityk (ur. 1901)
- 1989:
  - Gerry Healy, brytyjski polityk (ur. 1913)
  - Andriej Sacharow, rosyjski fizyk, dysydent, laureat Pokojowej Nagrody Nobla (ur. 1921)
- 1990:
  - Friedrich Dürrenmatt, szwajcarski dramaturg, prozaik, eseista, teoretyk teatru (ur. 1921)
  - Krystyna Pac-Gajewska, polska poetka, autorka tekstów piosenek (ur. 1928)
  - Zhang Qun, chiński polityk (ur. 1889)
- 1991:
  - Maria Jurkowska, polska dziennikarka radiowa, propagatorka bluesa i jazzu (ur. 1938)
  - Maria Piwońska, polska historyk, pedagog (ur. 1908)
- 1992:
  - Zygmunt Fagas, polski architekt (ur. 1928)
  - Josef Fischer, izraelski polityk (ur. 1920)
  - Stanisław Kasa, polski żużlowiec (ur. 1947)
- 1993:
  - Aristides Leão, brazylijski biolog, wykładowca akademicki (ur. 1914)
  - Myrna Loy, amerykańska aktorka (ur. 1905)
- 1995 – Eddie Clamp, angielski piłkarz (ur. 1934)
- 1996:
  - Gaston Miron, kanadyjski poeta (ur. 1928)
  - Bogodar Winid, polski geograf, kartograf, afrykanista, wykładowca akademicki (ur. 1922)
- 1997:
  - Owen Barfield, brytyjski filozof, prozaik, poeta, krytyk literacki (ur. 1898)
  - Harry Glaß, niemiecki skoczek narciarski (ur. 1930)
- 1998 – Vittorio Cottafavi, włoski reżyser filmowy (ur. 1914)
- 2000:
  - Myrosław Lubacziwśkyj, ukraiński duchowny katolicki, arcybiskup Lwowa, kardynał (ur. 1914)
  - Uldis Pūcītis, łotewski aktor, reżyser filmowy (ur. 1937)
  - Jacek Sienicki, polski malarz, pedagog (ur. 1928)
- 2001:
  - Claude Santelli, francuski reżyser filmowy (ur. 1923)
  - W.G. Sebald, niemiecki pisarz (ur. 1944)
  - Antoni Woryna, polski żużlowiec (ur. 1941)
- 2002 – Sałman Radujew, czeczeński wojskowy, polityk (ur. 1967)
- 2003:
  - Jeanne Crain, amerykańska aktorka (ur. 1925)
  - Juan Antonio Masso, hiszpański duchowny katolicki (ur. 1932)
- 2004:
  - George Hunter, południowoafrykański bokser (ur. 1927)
  - Agostino Straulino, włoski żeglarz sportowy (ur. 1914)
  - Carsten Peter Thiede, niemiecki historyk, papirolog (ur. 1952)
- 2005 – Karl-Heinz Gerstner, niemiecki dziennikarz (ur. 1912)
- 2006 – Ahmet Ertegün, amerykański przedsiębiorca pochodzenia tureckiego (ur. 1923)
- 2007 – Aleksander Maciejewski, polski aktor (ur. 1955)
- 2009:
  - Paweł Ambrożewicz, polski ekonomista, chemik, wykładowca akademicki, harcmistrz (ur. 1929)
  - Krikor Azarjan, bułgarski aktor, reżyser filmowy (ur. 1934)
  - Miodrag Jovanović, serbski piłkarz (ur. 1922)
- 2010 – Roman Hurkowski, polski dziennikarz sportowy (ur. 1949)
- 2011:
  - Luigi Carpaneda, włoski florecista (ur. 1925)
  - Boris Czertok, rosyjski konstruktor rakiet (ur. 1912)
  - Karl-Heinrich von Groddeck, niemiecki wioślarz (ur. 1936)
- 2012:
  - Klaus Köste, niemiecki gimnastyk (ur. 1943)
  - Adam Lanza, amerykański masowy morderca (ur. 1992)
- 2013:
  - Janet Dailey, amerykańska pisarka (ur. 1944)
  - Stanisław Flieger, polski anatom i neuroanatom zwierząt (ur. 1936)
  - Peter O’Toole, irlandzki aktor (ur. 1932)
- 2014:
  - Louis Alphonse Koyagialo, kongijski polityk (ur. 1947)
  - Anthony Pevec, amerykański duchowny katolicki, biskup Cleveland (ur. 1925)
- 2015:
  - Armando Cossutta, włoski polityk komunistyczny, eurodeputowany (ur. 1926)
  - Wadym Tyszczenko, ukraiński piłkarz, trener (ur. 1963)
- 2016:
  - Paulo Evaristo Arns, brazylijski duchowny katolicki, arcybiskup São Paulo, kardynał (ur. 1921)
  - Halfdan Mahler, duński lekarz, dyrektor generalny WHO (ur. 1923)
  - Päivi Paunu, fińska piosenkarka (ur. 1946)
- 2017:
  - Karl-Erik Nilsson, szwedzki zapaśnik (ur. 1922)
  - R.C. Sproul, amerykański duchowny, ewangelista i teolog prezbiteriański, pisarz (ur. 1939)
  - Lones Wigger, amerykański strzelec sportowy (ur. 1937)
- 2018:
  - Horst Herold, niemiecki policjant, prawnik, szef Federalnej Policji Kryminalnej (ur. 1923)
  - Salvador Flores Huerta, meksykański duchowny katolicki, biskup Ciudad Lázaro Cárdenas (ur. 1934)
  - Matti Kassila, fiński reżyser filmowy (ur. 1924)
  - Patrick Daniel Koroma, sierraleoński duchowny katolicki, biskup Kenema (ur. 1950)
  - Thomas Thennatt, indyjski duchowny katolicki, pallotyn, biskup Gwalioru (ur. 1953)
- 2019:
  - John Briley, amerykański scenarzysta i producent filmowy (ur. 1925)
  - Uładzimir Cypłakou, białoruski hokeista (ur. 1969)
  - André Gaumond, kanadyjski duchowny katolicki, arcybiskup Sherbrooke (ur. 1936)
  - Anna Karina, duńska aktorka (ur. 1940)
  - Bernard Lavalette, francuski aktor (ur. 1926)
- 2020:
  - Gérard Houllier, francuski piłkarz, trener (ur. 1947)
  - Earl Hutto, amerykański polityk (ur. 1926)
  - Witalij Kaczanowski, rosyjski bokser, działacz sportowy (ur. 1958)
  - Piotr Machalica, polski aktor (ur. 1955)
  - Zoltan Sabo, serbski piłkarz (ur. 1972)
  - Günter Sawitzki, niemiecki piłkarz (ur. 1932)
  - Hanna Stankówna, polska aktorka (ur. 1938)
  - José María de la Torre Martín, meksykański duchowny katolicki, biskup Aguascalientes (ur. 1952)
  - Tarcisius Ziyaye, malawijski duchowny katolicki, arcybiskup Lilongwe (ur. 1949)
- 2021:
  - Phil Chen, jamajski basista, muzyk sesyjny (ur. 1940)
  - Jeremiasz (Funtas), grecki duchowny prawosławny, metropolita Gortyny i Megalopolis (ur. 1941)
  - Marek Moszczyński, polski samorządowiec, wicemarszałek województwa dolnośląskiego (ur. 1949)
  - Miłogost Reczek, polski aktor, lektor (ur. 1961)
  - Jimmy Robson, angielski piłkarz (ur. 1939)
  - Tadeusz Ross, polski aktor, piosenkarz, satyryk, polityk, poseł na Sejm RP i eurodeputowany (ur. 1938)
  - Chrystodul (Saridakis), grecki duchowny prawosławny, metropolita Elefterupolis (ur. 1943)
- 2022:
  - Eryk Adamczyk, polski prawnik, lekarz weterynarii, wykładowca akademicki (ur. 1933)
  - Bert B. Beach, amerykański duchowny i teolog adwentystyczny (ur. 1928)
- 2023:
  - George McGinnis, amerykański koszykarz (ur. 1950)
  - Wiesław Niewęgłowski, polski duchowny katolicki, pisarz, pracownik naukowy (ur. 1941)
- 2024:
  - Isak Andic, hiszpański przedsiębiorca, miliarder, założyciel sieci sklepów odzieżowych Mango (ur. 1953)
  - Mircea Diaconu, rumuński aktor, wykładowca akademicki, polityk, minister kultury, eurodeputowany (ur. 1949)
  - Silvino Francisco, południowoafrykański snookerzysta (ur. 1946)
  - John Spratt, amerykański polityk (ur. 1942)
  - Rafał Żebrowski, polski historyk, pisarz, poeta (ur. 1954)